# Habib Baldé
Habib-Jean Baldé (Saint-Vallier, Francia, 8 de febrero de 1985), futbolista guineano, de origen francés. Juega de defensa y su actual equipo es el FC Universitatea Cluj de la Liga I de Rumania. 

## Selección nacional
Ha sido internacional con la Selección de fútbol de Guinea, ha jugado 2 partidos internacionales.

### Participaciones Internacionales
| Torneo                            | Sede  | Resultado   |
| --------------------------------- | ----- | ----------- |
| Copa Africana de Naciones de 2008 | Ghana | 4° de final |

## Clubes
| Club                  | País    | Año       |
| --------------------- | ------- | --------- |
| FC Gueugnon           | Francia | 2004-2005 |
| Stade de Reims        | Francia | 2005-2009 |
| US Ivry               | Francia | 2009-2010 |
| FC Ceahlăul           | Rumania | 2010      |
| FC Universitatea Cluj | Rumania | 2010-     |